# Jordi Guillot i Miravet
Jordi Guillot i Miravet (Barcelona, 23 de abril de 1955) es un político español. Exdiputado catalán y exsenador, desde noviembre de 2018 es miembro del Consejo de Estado.

## Biografía
Egresó como auxiliar técnico sanitario en la Escuela del Hospital Clínico de Barcelona. En julio de 1974 ingresa en la organización universitaria del PSUC. Trabajó como ATS en la UCI de la Clínica Quirón de 1975 a 1977 y en la UCI del Hospital de Bellvitge de 1977 al 1986.
En 1978 fue secretario general de la Federación de Sanidad de Cataluña del sindicato Comisiones Obreras.
En 1979 es elegido responsable del PSUC en la ciudad de Hospitalet de Llobregat. En el 6º congreso ingresa en el Comité Central.
Desde el 1984 es miembro de la Secretaría del PSUC y portavoz de este partido. Del 1984 al 1988 dirigió la revista "Treball". Actualmente es miembro del Comité Central y del Comité Ejecutivo. En el congreso extraordinario del PSUC del 17 de marzo de 2018 fue elegido miembro de la Secretaría General Colegiada.
Participó en el proceso fundacional de Iniciativa per Catalunya. Es miembro de la Comisión Política Nacional, de la Comisión Permanente y de la Secretaría Política de ICV desde la 1ª Asamblea Nacional. El 2004 es elegido vicepresidente de ICV. El 20 de enero de 2007 fue elegido Secretario General de ICV, cargo que ocupó hasta 2008.
Fue reelegido vicepresidente el 23 de noviembre de 2008 en la 9ª Asamblea Nacional.
Responsable de las delegaciones de ICV en el Tripartito Catalán y en el "Govern d'Entesa".

## Actividad institucional
Concejal del ayuntamiento de Hospitalet de Llobregat en el primer mandato de los ayuntamientos democráticos. Entre el 1988 y el 1992 representó a ICV en el Consejo de Administración de Corporación Catalana de Radio y Televisión (CCRTV). Del 1993 al 1994 fue miembro del Consejo de Administración de Caixa Catalunya.
En las elecciones al Parlamento de Cataluña de 1995, fue elegido diputado. Portavoz del Grupo Parlamentario de IC-EV y miembro de la Diputación Permanente del Parlamento durante la V Legislatura.
Es elegido senador en las Cortes Generales por la circunscripción electoral de Barcelona en las elecciones generales españolas de 2004 por la candidatura de la coalición Entesa Catalana de Progrés. En esta legislatura presidió la Comisión de la Sociedad de la Información y el Conocimiento.
Fue reelegido senador por Barcelona en las elecciones generales españolas de 2008, y se desempeñó como portavoz adjunto de la Entesa Catalana de Progrés y presidente de la Comisión de Cooperación Internacional para el Desarrollo. Nuevamente elegido senador en las elecciones generales españolas de 2011.
Miembro de la Asamblea Parlamentaria de la OSCE del 2004 al 2011. Miembro de la Asociación Parlamentaria por la Defensa de los Derechos de los Animales (APDDA).
En 2011 le fue concedida la Orden del Mérito Civil en grado gran cruz.
En 2018 es nombrado por el Consejo de Ministros miembro del Consejo de Estado de España, junto con Soraya Sáenz de Santamaría, Elisa Pérez Vera y María Emilia Casas. En marzo de 2023 es nombrado de nuevo por el Consejo de Ministros miembro del Consejo de Estado de España.